# Дуб (пам'ятка природи, Миколаїв, вул. Велика Морська)
Дуб — ботанічна пам'ятка природи місцевого значення в Україні. Розташована в місті Миколаїв, у Центральному районі, на вулиці Велика Морська, 38 (з боку вулиці Артилерійської). 
Площа 0,01 га. Статус присвоєно згідно з рішенням Миколаївської обласної ради № 527 від 01.10.1974 року (перезатверджено рішенням від 23.10.1984 року № 448). 
Статус присвоєно для збереження одного екземпляра вікового дуба. Вік дерева понад 150 років, висота — 16 м, діаметр стовбура — 97 см. Дерево в задовільному стані.